# Hakkı Atun

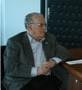
Hakkı Atun (2014)

Hakkı Atun (* 7. Oktober 1935 in Gazimağusa) ist ein zyperntürkischer Politiker und Gründer sowie erster Vorsitzender der Demokratischen Partei in der Türkischen Republik Nordzypern. Er war von 1994 bis 1996 Ministerpräsident der Türkischen Republik Nordzypern.
Atun wurde 1935 im Dorf Ergazi bei Gazimağusa geboren. Er absolvierte 1959 sein Architektur-Studium an der İstanbul Teknik Üniversitesi. Er spezialisierte sich auf Stadtplanung an den Universitäten von Manchester und Nottingham. Zwischen 1961 und 1975 arbeitete er im öffentlichen Dienst. 1963 war er Leiter für Stadtplanung der Region Limassol-Paphos. 1967 wurde er Büroleiter für Bauplanung und 1975 wurde er Staatssekretär für Siedlungsbau im Türkischen Föderativstaat von Zypern.
In den Jahren 1976, 1981, 1985 und 1990 wurde er als Kandidat der Ulusal Birlik Partisi aus dem Distrikt Lefkoşa in die Versammlung der Republik gewählt.